# Arnaud Hauchard
Arnaud Hauchard (* 15. November 1971 in Rouen) ist ein französischer Schachspieler.
Er spielte für Frankreich bei zwei Schacholympiaden: 1998 und 2000. Außerdem nahm er an den europäischen Mannschaftsmeisterschaften (1992 und 1997) teil. In Frankreich spielte er für die Vereine Paris Chess Club (2001/02 bis 2006/07) und Évry Grand Roque (2008/09 und 2009/10). In Belgien spielt er für den Cercle des Echecs de Charleroi.
Im Jahre 1991 wurde ihm der Titel Internationaler Meister (IM) verliehen. Der Großmeister-Titel (GM) wurde ihm 2000 verliehen.
| Hier fehlt eine Grafik, die leoder im Moment aus technischen Gründen nicht angezeigt werden kann. Wir arbeiten daran! |